# Alliance française de Carthagène des Indes
L'Alliance française de Carthagène des Indes en Colombie, est une institution culturelle et linguistique sans but lucratif chargée de promouvoir la langue française. Le siège est situé en plein cœur du centre historique de la ville, sur la place Fernandez de Madrid. Localement, elle est enregistrée à la Chambre de commerce sous le nom légal d'Alianza Colombo-Francesa. Elle est reconnue pour ses cours de français et ses nombreuses activités culturelles. Elle est aussi un centre de passation des examens DELF et DALF du CECR depuis 1995 et TCF et TCQ/Q depuis 2013. Elle possède en outre une médiathèque et conseille les candidats aux études en France et à l'immigration, par exemple pour le Québec.
L'alliance française de Carthagène des Indes fait partie du réseau colombien d'alliances françaises présent dans 13 villes et du réseau mondial qui en compte plus d'un millier. Elle assiste aussi, grâce à des accords et des conventions, les programmes de français de certains collèges réputés de la ville.

## Histoire

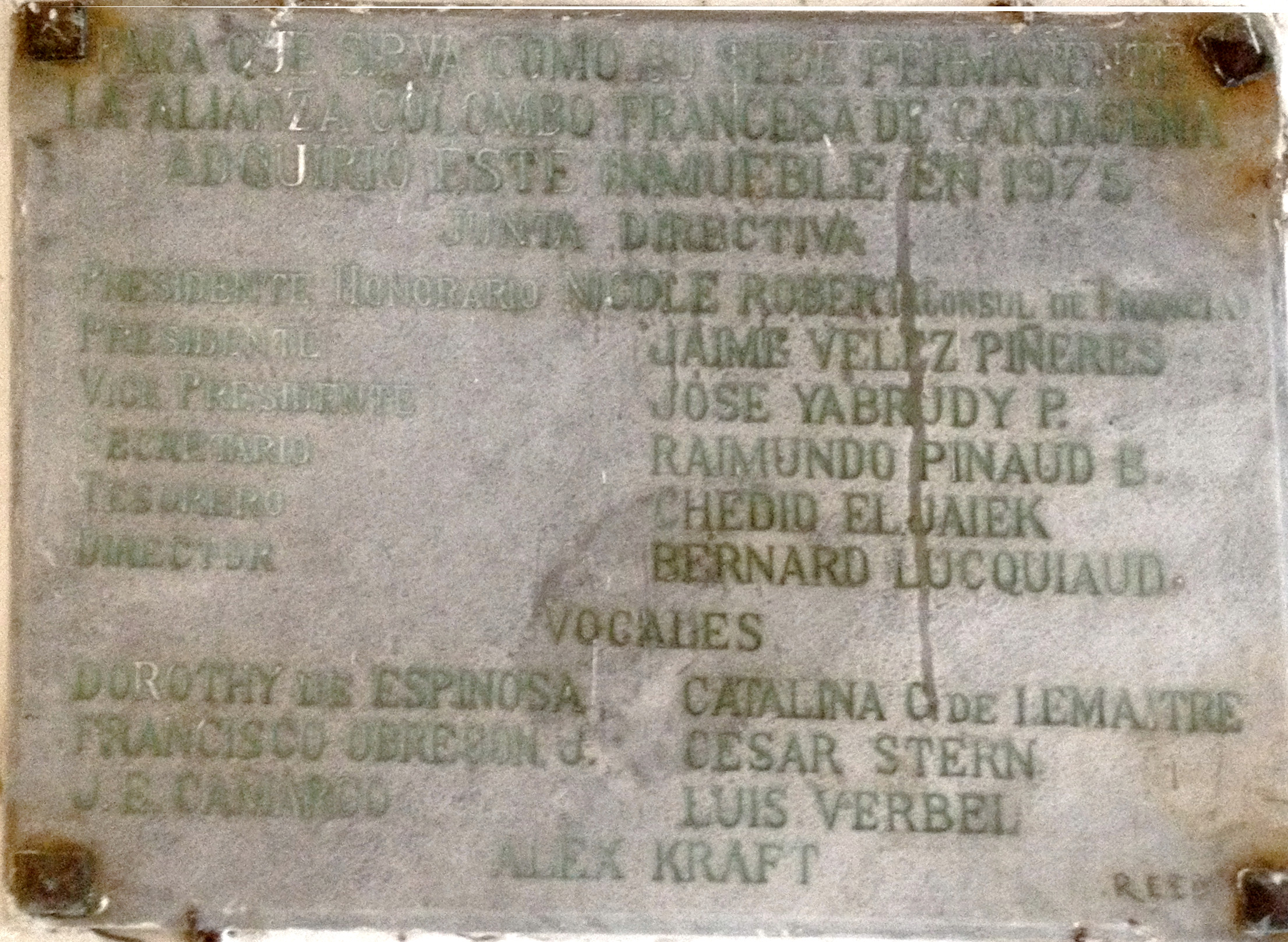
Plaque commémorative de l'acquisition de l'édifice.

L’alliance française de Carthagène des Indes a été créée en 1968 à l'initiative d'un groupe de personnes intéressées par la promotion et le développement du français dans cette ville portuaire. Ils deviendront le premier conseil directif. En mars 2016, il ne reste qu'un seul membre fondateur au sein du conseil directif. En 1975, le conseil directif, dirigé par M. Javier Velez Piñeres, acquiert l'immeuble de style colonial dans lequel se trouve toujours aujourd'hui son unique siège de la ville.

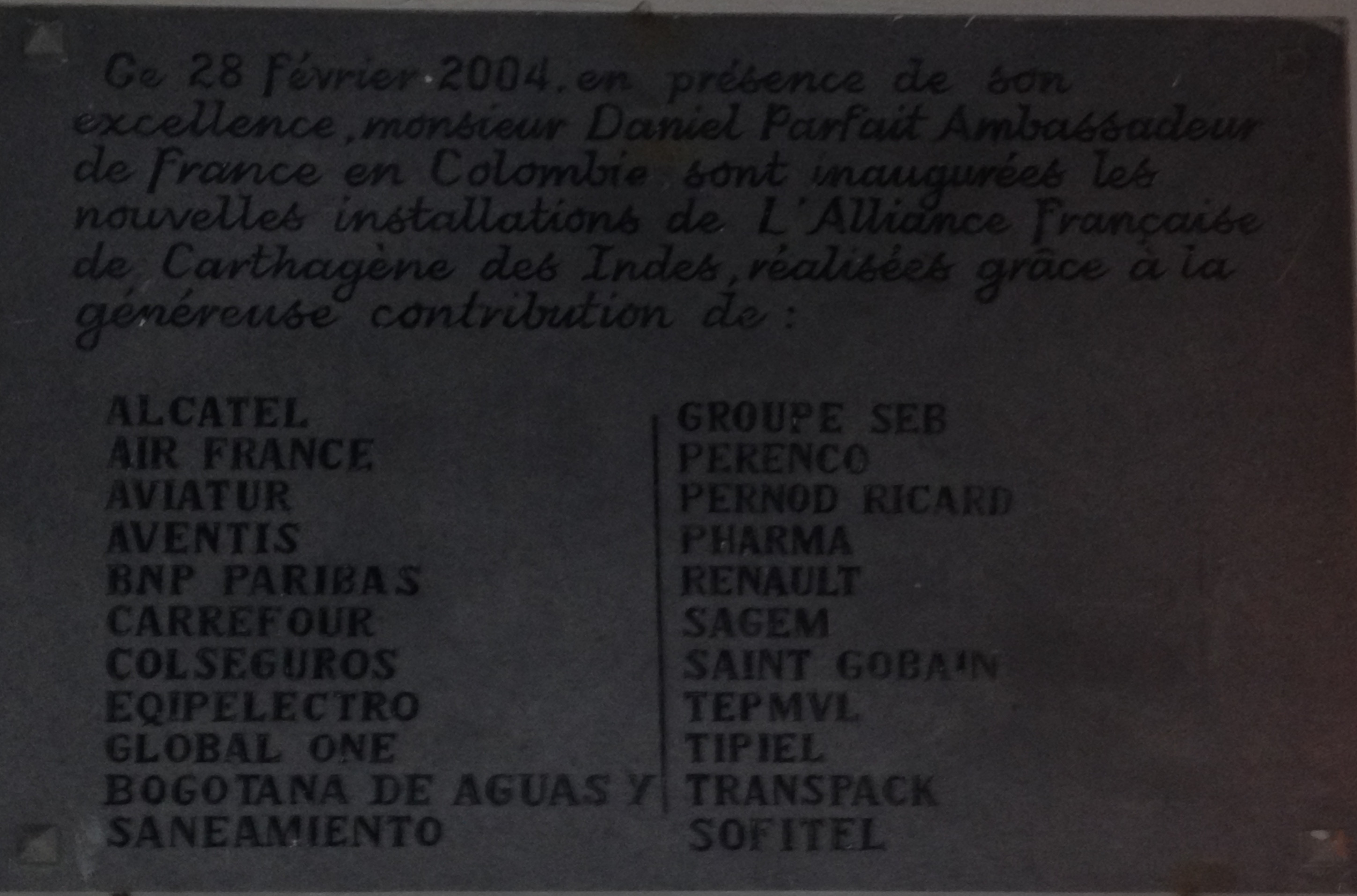
Plaque commémorative de la rénovation de 2004.

Le 28 février 2004, en présence de l'ambassadeur de France monsieur Daniel Parfait,  sont inaugurées les nouvelles installations de l’institution réalisées grâce à la contribution d'entreprises françaises telles qu'Alcatel, Air France, Renault mais aussi colombiennes comme Bogotana de aguas y saneamiento, colseguros et Aviatur. Depuis l'été 2015, sous la direction de M. Gaël Duran, des travaux d’agrandissement et de rénovation sont entrepris avec la construction d'un deuxième étage comptant trois salles de classe et une terrasse. La fin des travaux est prévue pour le milieu de l'année 2016.

## Mission et vision
En Colombie, chaque entreprise ou institution définit ses objectifs au moyen d'une mission et d'une vision. Voici celles de l'Alliance française de Carthagène.

### Mission
L'alliance française de Carthagène des Indes, association sans but lucratif, exerce sa mission dans un contexte apolitique et laïque. Sa mission est de promouvoir la langue et la culture des pays francophones. elle propose des cours de français en France et dans le monde à tous les publics.

### Vision
L’alliance française respecte la diversité de culture, la passion de l'échange et la solidarité. elle possède les valeurs associatives et garantit la convivialité. Elle recherche l'excellence au travers de toutes ses activités. Elle représente la modernité et l'innovation.

## Activités culturelles
L'Alliance Française de Carthagène propose des événements culturels tels que des conférences, des concerts et des expositions. Chaque mercredi a lieu le ciné club et les films présentés font toujours partie de cycles dédiés à un genre, un réalisateur ou parfois un pays en particulier. On y célèbre aussi la fête nationale française, le 14 juillet, et la semaine de la francophonie, où les activités sont imaginées et produites par les apprenants.